# Touchstone Pictures
 (транскр.  Тачстоун пикчерс) био је део Walt Disney Studios, основан и у власништву The Walt Disney Company. Дугометражни филмови објављени под етикетом Touchstone произведени су и финансирани од стране Walt Disney Studios и садржали су зрелије теме намењене одраслој публици, за разлику од типичних филмова Walt Disney Pictures. Као такав,  Touchstone је био само бренд студија и није постојао као посебна пословница.
Основан 16. фебруара 1983. од стране тадашњег генералног директора Disney-ја Рона В. Милера као Touchstone Films, Touchstone је функционисао као активна продукцијска дивизија Disney-ја током 1980-их до почетка 2010-их, издавајући већину филмова студија намењених старијој публици. Године 2009, Disney је склопио петогодишњи уговор о дистрибуцији тридесет филмова са DreamWorks Pictures према којем ће DreamWorks-ови филмови бити објављени преко Touchstone банера, који је затим дистрибуирао DreamWorks-ове филмове од 2011. до 2016. године.